# Albuminuria
Albuminuria es un proceso patológico manifestado por la presencia de albúmina en la orina.

## Etiología
La albuminuria indica un fallo renal, por fracaso en el filtrado de moléculas grandes, como es el caso de la albúmina. Se presenta con cierta frecuencia en pacientes aquejados de diabetes crónica, especialmente la tipo 1.

## Diagnóstico
La cantidad de albúmina excretada se mide sobre muestras de orina obtenida en 24 horas.